# Purple Schulz
Purple Schulz, geboren als Karl Rüdiger Schulz (Keulen, 25 september 1956) is een Duitse zanger en songwriter uit de NDW-periode.

## Jeugd en opleiding
Zijn artiestennaam kreeg Schulz in 1970, omdat hij reeds als 13-jarige in een orgelwinkel de verkoper met interpretaties van de band Deep Purple op de zenuwen ging. Zijn podiumdebuut had hij in maart 1973 met de band D'accord. Tijdens de NDW was Schulz betrokken bij het bandproject Neue Heimat, waarvan het eerste album Die Härte in 1982 verscheen.
In 1983 publiceerden Schulz, de gitarist Josef Piek (Neue Heimat) en de drummer Dieter Hoff onder de naam Purple Schulz het hitnummer Sehnsucht, waarvoor ze de Goldene Europa kregen. Dit nummer bereikte in het voorjaar van 1985 in Duitsland en Zwitserland een 6e plaats en in Oostenrijk een 20e plaats in de hitlijst. Talrijke tv-optredens en tournees tot naar Italië volgden.
In 1986 trad hij op naast Die Toten Hosen, Rio Reiser, BAP, Herbert Grönemeyer en andere artiesten bij het Anti-WAAhnsinns-Festival tegen de bouw van de opwerkingsfabriek voor kernafval in Wackersdorf. Na de albums Verliebte Jungs en Der Stand der Dinge verliet Dieter Hoff in 1987 de band. Voor de albums Verliebte Jungs en Die Singles 1983-1992 kreeg Purple Schulz elk een Gouden Plaat.
In 1989 en 1990 was Purple Schulz in het kader van de Rockpoeten-Tour onderweg in de DDR en zong daar ook zijn grote hit Sehnsucht met de tekstregel Ich will raus, die daar vaak als hymne van de vertrekwilligen werd betiteld. Tot aan het begin van de nieuwe eeuw speelde hij overwegend in de nieuwe bondslanden. In 1999 werkten Schulz en Josef Piek mee bij de Night of the Proms. In 2001 traden beiden ook als duo op.
In de zomer van 2004 organiseerden Piek en Schulz daarnaast een eigen kleinkunstreeks in het Keulse Theater im Bauturm met als gasten Pe Werner, Stoppok, Manfred Maurenbrecher, Ulla Meinecke, Jess Jochimsen, Die Halbe Wahrheit en Tommy Engel. Deze zonderlinge combinaties stonden garant voor een grote publiekelijke toeloop, waardoor werd besloten om de reeks in 2006 weer op te nemen met als gasten de Bläck Fööss, Wise Guys, de Keulse stemimitator en talentproef-presentator Linus en Heinz Rudolf Kunze. Uit de ontmoeting met Kunze ontstond een kwartet, dat als Gemeinsame Sache van 2007 tot 2010 circa 150 shows gaf. Wolfgang Stute en Josef Piek completeerden de beide zangers aan de cajón en de gitaar. De vier muzikanten ontwikkelden een programma uit hits en deels vergeten songs en boden komediantische parodieën. In 2005 werkten Schulz en Piek mee bij de Keulse Stunksitzung en versterkten daar de huisband Köbes Underground. Eenmaal per jaar ondersteunden ze daarna het ensemble van Stunk unplugged tijdens hun tournee.
Samen met zijn zoon Ben nam Schulz in 2008 de single Wir haben alle was zu sagen op. In 2011 trad hij samen met Tommy Engel in diens show Weihnachtsengel op. In november 2011 beëindigden Piek en Schulz hun muzikale samenwerking. In oktober 2012 publiceerde Schulz na 15 jaar zijn eerste studioalbum So und nicht anders, waarbij hij voor de eerste keer als producent optrad. De teksten hiervoor schreef hij overwegend samen met zijn vrouw. Van 2012 tot de zomer van 2015 stond hij met de gitarist Schrader op het podium, die voorheen in de groep van Guildo Horn speelde. In november 2013 verschenen het livealbum en de dvd So ist das live!. In december 2013 was Schulz naast Gaby Köster te gast in de kerstshows van de groep Brings in de Lanxess Arena in Keulen. In 2014 en 2015 was hij onderweg met een tournee in Duitsland, die 140 concerten omvatte. Hij speelde daar onder andere ook in psychiatrische inrichtingen.
Sinds de herfsttournee van 2015 speelt hij met de violist en gitarist Markus Wienstroer, die voorheen onder andere met Marius Müller-Westernhagen op het podium stond.

## Verdere activiteiten
Naast zijn concerten engageert Schulz zich steeds meer met dementie en de ziekte van Alzheimer, onder andere met een video op YouTube bij zijn song Fragezeichen. Daarin kruipt hij in de rol van een dementerende. In november 2015 verscheen zijn eerste boek Sehnsucht bleibt, een reis door vier decennia artistiek scheppen. In 2016 werd Schulz door het World Parliament of Clowns onderscheiden  met de Clown d'honneur. In maart 2017 verscheen zijn 14e album met de titel Der Sing des Lebens, dat kan worden gerekend tot zijn politieke werken. Ook bericht de video bij zijn song Das ist die Zeit! over de aanslag van 19 december 2016 op de Berlijnse Breitscheidtplatz. In hetzelfde jaar werd Schulz lid van het Kuratorium der Deutschen Alzheimer Stiftung.

## Privéleven
Sinds de vroege jaren 1990 woont Schulz met zijn vrouw in Glessen en heeft drie kinderen.

## Discografie

### Singles
- 1984:	Sehnsucht
- 1985:	Nur mit dir
- 1985:	Verliebte Jungs
- 1986:	Kleine Seen
- 1987:	(Viel zu wenig) Zeit
- 1990:	Du hast mir gerade noch gefehlt
- 1992:	Bis ans Ende der Welt
- 1996:	Wenn du runterfällst
- 1999:	Ich will raus (Sehnsucht) '99
- 1985: Heartsick
- 1985: Halt mich fest
- 1987: Es tut weh
- 1987: Manchmal hilft nur eins
- 1988: Nie genug
- 1988: Herz voller Gold
- 1988: Kleine Welt
- 1989: Was ist passiert / Sorbas und Gerdi
- 1990: Schöne Leute
- 1991: Sehnsucht ’91
- 1992: Blindenhund
- 1993: Weitergehen
- 1994: Du hast alles gesehen
- 1995: Noch ein Tag, noch ein Jahr
- 1996: Eins trinken wir noch
- 1996: Ein gutes Gefühl
- 1997: Über 30
- 2008: Wir haben alle was zu sagen
- 2012: Ich hab Feuer gemacht
- 2012: Fragezeichen
- 2017: Das ist die Zeit

### Albums
- 1982: Die Härte (als Neue Heimat)
- 1985: Hautnah
- 1985: Verliebte Jungs
- 1987: Der Stand der Dinge
- 1988: 'tsvai
- 1990: Purple Schulz
- 1992: Haha
- 1993: Singles 1984–1992
- 1994: Spass beiseite?
- 1997: Pop
- 1999: Sehnsucht – Die Balladen 1984–1999
- 2003: Programmänderung
- 2012: So und nicht anders
- 2013: So ist das live! (live, cd en dvd)
- 2017: Der Sing des Lebens

- Biblioteca Nacional de España: XX1659428
- Gemeinsame Normdatei: 134692152
- International Standard Name Identifier: 0000 0000 7825 5610
- MusicBrainz: 06e63556-7016-4933-b8df-4a13c88728d8
- Virtual International Authority File: 87399164
- WorldCat: E39PBJppxbKYRMxv8thgQMJYyd